# Alexander Peukert
Alexander Peukert (* 1973 in Marienberg) ist ein deutscher Rechtswissenschaftler. Der Forschungsschwerpunkt liegt im Immaterialgüterrecht, besonders im internationalen Kontext.

## Leben
Alexander Peukert studierte Rechtswissenschaft an der Albert-Ludwigs-Universität Freiburg (1993 bis 1998), wo ihm 1999 der Doktorgrad verliehen wurde. Für seine Dissertation Die Leistungsschutzrechte des ausübenden Künstlers nach dem Tode erhielt er den Preis der Dr. Georg-Rössler-Stiftung im Verein der Rechtsanwälte beim Bundesgerichtshof. Betreut worden war das Promotionsvorhaben von Manfred Rehbinder. Sein zweites Staatsexamen legte Peukert im Jahr 2001 ab.
Nachdem er von 2001 bis 2002 für die Anwaltssozietät Hertin in Berlin tätig gewesen war, wurde Peukert 2002 wissenschaftlicher Referent und Leiter des USA-Referats am Max-Planck-Institut für Geistiges Eigentum, Wettbewerbs- und Steuerrecht in München. 2008 habilitierte er sich an der Ludwig-Maximilians-Universität und erhielt eine Lehrbefugnis für Bürgerliches Recht, Gewerblichen Rechtsschutz und Urheberrecht, sowie Deutsches und Europäisches Wirtschaftsrecht und Rechtstheorie. Daraufhin übernahm er im Sommersemester 2008 zunächst eine Lehrstuhlvertretung an der Wirtschaftsuniversität Wien, folgte aber noch im selben Jahr einem Ruf auf den Lehrstuhl für Bürgerliches Recht und Wirtschaftsrecht mit Schwerpunkt im internationalen Immaterialgüterrecht der Johann Wolfgang Goethe-Universität Frankfurt am Main. Seit 2008 ist Peukert zudem Hauptantragsteller des dortigen Exzellenzclusters Die Herausbildung normativer Ordnungen. In der Förderperiode 2007 bis 2012 leitete er das Projekt Internationales Immaterialgüterrecht – Grundstrukturen, weltweite Expansion und Krise einer normativen Ordnung, sein neues Projekt steht unter dem Titel Transnationale Regulierung geistigen Eigentums durch Kooperation.

## Schriften (Auswahl)
- Die Leistungsschutzrechte des ausübenden Künstlers nach dem Tode. Baden-Baden 1999 (Schriftenreihe des Archivs für Urheber- und Medienrecht (UFITA), 169), 194 S. Zugleich Dissertation Freiburg (Breisgau). ISBN 3-7890-6248-0
- Güterzuordnung als Rechtsprinzip. Tübingen 2008 (Jus privatum. Beiträge zum Privatrecht, 138), 984 S. Zugleich Habilitationsschrift, Universität München. ISBN 978-3-16-149724-7 – Volltext auf SSRN
- Die Gemeinfreiheit. Begriff, Funktion, Dogmatik Tübingen 2012 (Geistiges Eigentum und Wettbewerbsrecht (GEuWR), 63), 321 S. ISBN 978-3-16-151714-3 – Volltext auf SSRN
- Alexander Peukert, Manfred Rehbinder: Urheberrecht. Ein Studienbuch. 17., neu bearbeitete  Auflage. Beck, München 2015, ISBN 978-3-406-66845-6.